# Grensmaas
Grensmaas este o arie protejată (arie specială de conservare — SAC, sit de importanță comunitară — SCI) din Țările de Jos întinsă pe o suprafață de 314 ha, integral pe uscat.

## Localizare
Centrul sitului Grensmaas este situat la coordonatele 51°01′31″N 5°46′31″E / 51.0253°N 5.7754°E.

## Înființare
Situl Grensmaas a fost declarat sit de importanță comunitară în iulie 1998 pentru a proteja 4 specii de animale. Situl a fost protejat și ca arie specială de conservare în septembrie 2013.

## Biodiversitate
Situată în ecoregiunea atlantică, aria protejată conține 4 habitate naturale: Cursuri de apă de la nivel de câmpie la nivel montan, cu vegetație Ranunculion fluitantis și Callitricho-Batrachion, Râuri cu maluri nămoloase cu vegetație de Chenopodion rubri p.p. și Bidention p.p., Liziere de ierburi înalte hidrofile de câmpie și de nivel montan până la alpin, Păduri aluvionare cu Alnus glutinosa și Fraxinus excelsior (Alno-Padion, Alnion incanae, Salicion albae).
La baza desemnării sitului se află mai multe specii protejate:
- mamifere (1): castor (Castor fiber)
- pești (3): zglăvoacă (Cottus gobio), Lampetra fluviatilis, somonul (Salmo salar)